# Petrus Johannes van Beyma
Jhr. mr. Petrus Johannes van Beyma (Leeuwarden, 11 mei 1839 − 's-Gravenhage, 6 oktober 1911) was een Nederlands jurist en lid van de Eerste Kamer.

## Biografie
Van Beyma was een lid van de familie Van Beyma en een zoon van jhr. mr. Julius Matthijs van Beyma (1813-1898), officier van justitie, en Anna Catharina Adema (1814-1848); hij trouwde in 1862 met zijn volle nicht jkvr. Geertrui Vegelin van Claerbergen (1838-1909), lid van de familie Vegelin van Claerbergen, met wie hij acht kinderen kreeg. Hij was een broer van paleisintendant en wethouder jhr. Lollius van Beijma (1840-1925) en van burgemeester jhr. Jan van Beyma (1848-1900).
Van Beyma studeerde rechten aan de Universiteit Leiden waar hij in 1862 summa cum laude promoveerde op De vergoeding van schade ontstaande uit het niet rigtig overkomen van telegrammen. Daarna was hij in de jaren 1862 en 1863 advocaat te Leeuwarden om daarna in dienst te treden van justitie, eerst als griffier van een kantongerecht, daarna als substituut-officier van justitie en tot slot, van 1870 tot 1876, als officier van justitie. In dat laatste jaar werd hij benoemd tot chef van de afdeling staats- en volkenrecht, strafrecht en strafvordering, enz. bij het departement van Justitie in Den Haag. Die functie behield hij tot hij in 1886 benoemd werd tot secretaris-generaal bij dat ministerie van Justitie. Hij bleef topambtenaar tot aan zijn verkiezing tot lid van de Eerste Kamer der Staten-Generaal per 20 september 1904; hij bleef tot 1910 kamerlid. In de Eerste Kamer, als oud- of vrij-liberaal, sprak hij vooral over justitiële aangelegenheden.
Van Beyma had enkele nevenfuncties, met name als lid van verschillende (staats)commissies. Hij was ridder in de Orde van de Nederlandse Leeuw en werd bij zijn afscheid van het ministerie in 1904 benoemd tot commandeur in de Orde van Oranje-Nassau.